# دهستان گزیک
دهستان گزیک، دهستانی از بخش گزیک شهرستان درمیان واقع در استان خراسان جنوبی است. جمعیت این دهستان، بر اساس سرشماری سال ۱۳۸۵، بالغ بر ۶۷۴۲ نفر می‌باشد.

## موقعیت جغرافیایی
این دهستان در شمال به شهرستان قائنات، از جنوب به دهستان طبس مسینا، از شرق به مرز افغانستان و از غرب به دهستان فخررود محدود شده و وسعت کل این منطقه ۱۵۷۲ کیلومتر مربع می‌باشد که در حدود نصف آن دشت و بقیه از ارتفاعات تشکیل می‌دهد.

## اقلیم و آب و هوا
کل زمین زیر کشت منطقه در حدود ۱۱۸۱ هکتار است که ۷۱۱ هکتار به کشت آبی و ۴۷۰ هکتار آن به کشت دیم اختصاص دارد. 
پر باران‌ترین ماه‌های سال دی، بهمن، فروردین و متوسط باراندگی سالانه ۱۸۳،۲ میلی‌متر است.
مجموع ریزش جوی منطقه در حدود ۲۸۸ میلیون متر مکعب است که اکثر آن به صورت سیلاب از منطقه خارج می‌شود.
پوشش گیاهی این منطقه توسط مهاجرین افغان برای مصارف دام یا سوخت از بین رفته و از این رو فرسایش آبی و بادی در این منطقه بسیار فعال است .